# Jaspidiconus
Jaspidiconus là một phân chi ốc biển, là động vật thân mềm chân bụng sống ở biển trong họ Conidae, họ ốc cối.
Trong cách phân loại mới của họ Conidae của Puillandre N., Duda TF, Meyer C., Olivera BM & Bouchet P. (2015), Jaspidiconus đã trở thành một phân chi của chi Conasprella: Conasprella (Ximeniconus) Tucker & Tenorio, 2009.

## Các loài
Danh sách ghi nhận theo World Register of Marine Species (WoRMS):
- Jaspidiconus acutimarginatus (G. B. Sowerby II, 1866): synonym of Jaspidiconus jaspideus f. acutimarginatus (G. B. Sowerby II, 1866): synonym of Conus jaspideus Gmelin, 1791
- Jaspidiconus alexandremonteiroi Cossignani, 2014: synonym of Conasprella alexandremonteiroi (Cossignani, 2014) (alternate representation)
- Jaspidiconus allamandi Petuch, 2013: synonym of Conasprella allamandi (Petuch, 2013) (alternate representation)
- Jaspidiconus anaglypticus (Crosse, 1865): synonym of Conus anaglypticus Crosse, 1865
- Jaspidiconus arawak Petuch & R. F. Myers, 2014: synonym of Conus arawak (Petuch & R. F. Myers, 2014) (alternate representation, original combination)
- Jaspidiconus berschaueri Petuch & R. F. Myers, 2014: synonym of Conus berschaueri (Petuch & R. F. Myers, 2014) (alternate representation, original combination)
- Jaspidiconus branhamae (Clench, 1953): synonym of Conus branhamae Clench, 1953
- Jaspidiconus damasoi (Cossignani, 2007): synonym of Conus damasoi Cossignani, 2007
- Jaspidiconus damasomonteiroi Petuch & Myers, 2014: synonym of Conus damasomonteiroi (Petuch & Myers, 2014) (alternate representation)
- Jaspidiconus ericmonnieri Petuch & R. F. Myers, 2014: synonym of Conus ericmonnieri (Petuch & R. F. Myers, 2014) (alternate representation, original combination)
- Jaspidiconus exumaensis Petuch, 2013: synonym of Conus jaspideus Gmelin, 1791
- Jaspidiconus fluviamaris Petuch & Sargent, 2011: synonym of Conus fluviamaris (Petuch & Sargent, 2011) (alternate representation)
- Jaspidiconus henckesi (Coltro, 2004): synonym of Conus henckesi Coltro, 2004
- Jaspidiconus herndli Petuch & R. F. Myers, 2014: synonym of Conus herndli (Petuch & R. F. Myers, 2014) (alternate representation, original combination)
- Jaspidiconus iansa (Petuch, 1979): synonym of Conasprella iansa Petuch, 1979
- Jaspidiconus jaspideus (Gmelin, 1791): synonym of Conus jaspideus Gmelin, 1791
- Jaspidiconus mackintoshi Petuch, 2013: synonym of Conus mindanus Hwass in Bruguière, 1792
- Jaspidiconus marinae Petuch & Myers, 2014: synonym of Conus marinae (Petuch & Myers, 2014) (alternate representation)
- Jaspidiconus mindanus (Hwass in Bruguière, 1792): synonym of Conus mindanus Hwass in Bruguière, 1792
- Jaspidiconus ogum Petuch & R. F. Myers, 2014: synonym of Conus ogum (Petuch & R. F. Myers, 2014) (alternate representation, original combination)
- Jaspidiconus oleiniki Petuch, 2013: synonym of Conus jaspideus Gmelin, 1791
- Jaspidiconus pealii (Green, 1840): synonym of Jaspidiconus jaspideus pealii (Green, 1830) represented as Conus jaspideus pealii Green, 1830
- Jaspidiconus pfluegeri Petuch, 2003: synonym of Jaspidiconus jaspideus pfluegeri Petuch, 2003 represented as Conus jaspideus pfluegeri Petuch, 2003
- Jaspidiconus pomponeti Petuch & Myers, 2014: synonym of Conus pomponeti (Petuch & Myers, 2014) (alternate representation)
- Jaspidiconus poremskii Petuch & R. F. Myers, 2014: synonym of Conus poremskii (Petuch & R. F. Myers, 2014) (alternate representation, original combination)
- Jaspidiconus pusio (Hwass in Bruguière, 1792): synonym of Conus pusio Hwass in Bruguière, 1792
- Jaspidiconus rachelae (Petuch, 1988): synonym of Conus rachelae Petuch, 1988
- Jaspidiconus roatanensis Petuch & Sargent, 2011: synonym of Conus roatanensis (Petuch & Sargent, 2011) (alternate representation)
- Jaspidiconus sargenti Petuch, 2013: synonym of Conus sargenti (Petuch, 2013) (alternate representation)
- Jaspidiconus simonei Petuch & R. F. Myers, 2014: synonym of Conus simonei (Petuch & R. F. Myers, 2014) (alternate representation, original combination)
- Jaspidiconus stearnsii (Conrad, 1869): synonym of Conus stearnsii Conrad, 1869
- Jaspidiconus vanhyningi (Rehder, 1944): synonym of Conus vanhyningi Rehder, 1944 (alternate representation)